# Morpho polyphemus
|  | Dieser Artikel wurde aufgrund von formalen oder inhaltlichen Mängeln in der Qualitätssicherung Biologie zur Verbesserung eingetragen. Dies geschieht, um die Qualität der Biologie-Artikel auf ein akzeptables Niveau zu bringen. Bitte hilf mit, diesen Artikel zu verbessern! Artikel, die nicht signifikant verbessert werden, können gegebenenfalls gelöscht werden. Lies dazu auch die näheren Informationen in den Mindestanforderungen an Biologie-Artikel. |

Morpho polyphemus (englisch White Morpho = „Weißer Morphofalter“) ist ein Schmetterling (Tagfalter) aus der Familie der Edelfalter (Nymphalidae).

## Beschreibung

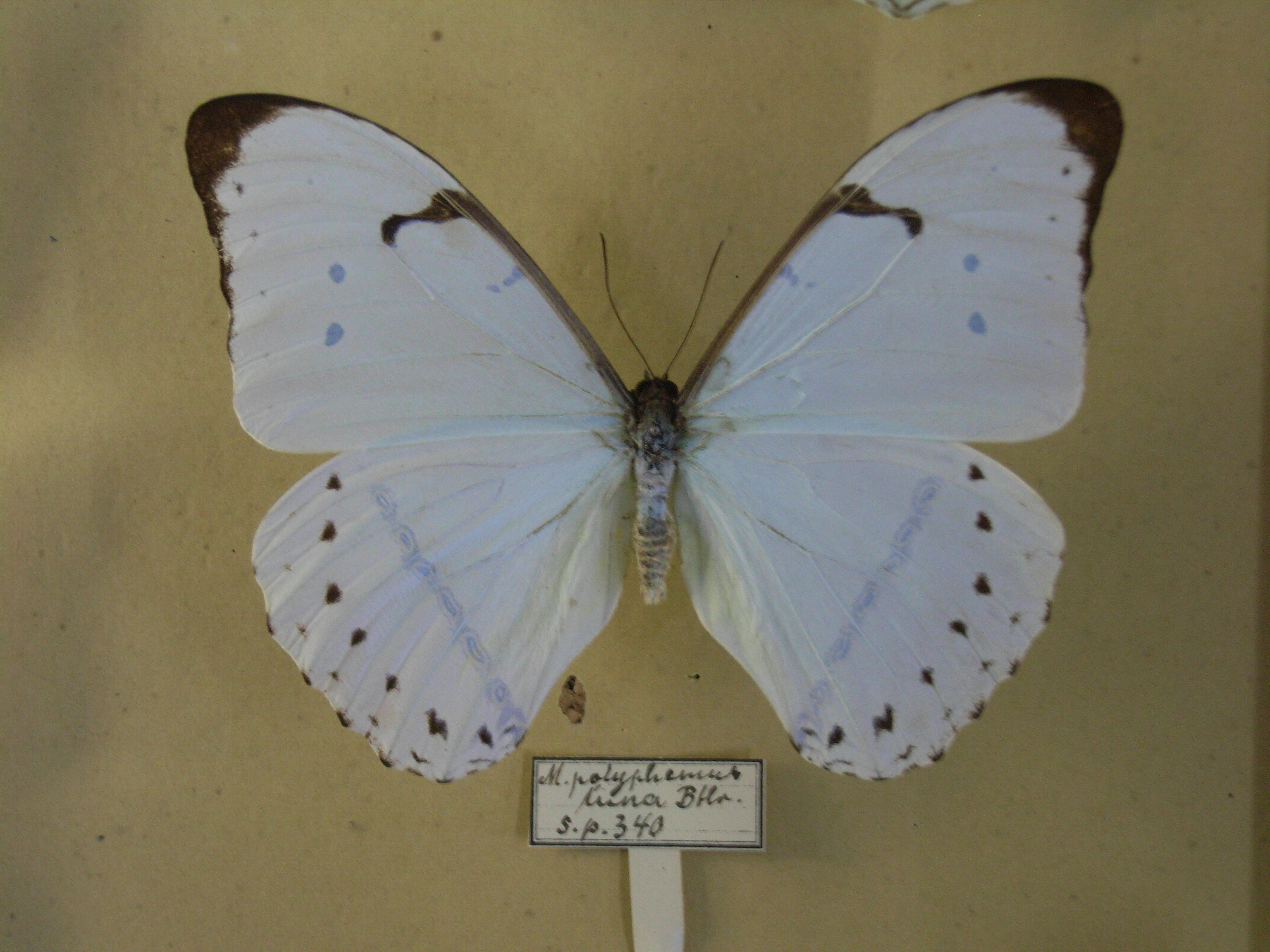
Flügeloberseite

Die Falter erreichen eine Spannweite von bis zu 14 cm. Im Gegensatz zu den meisten anderen Arten der Gattung Morpho haben sie keine blaue, sondern eine weiße Grundfärbung, die nur durch wenige schwarzbraune Flecken unterbrochen wird, dazu zählen die oberen Flügelspitzen, die Flecken in der Mitte der Oberflügel und die durchscheinende Reihe Augenflecken am Rand des Unterflügels.

## Vorkommen
M. polyphemus kommt in Mittelamerika vor. Die südliche Verbreitungsgrenze ist Costa Rica, die nördliche Mexiko.

## Biologie
Die Raupen fressen Pflanzen aus der Gattung Inga und Paullinia pinnata.